# Weinetsberg
Weinetsberg ist eine Streusiedlung und eine Ortschaft in der Marktgemeinde Bad Hofgastein im österreichischen Bundesland Salzburg.

## Geografie
Zur Ortschaft Weinetsberg gehören die gleichnamige Streusiedlung Weinetsberg, die Rotte Haitzing, die Einzelhöfe Brandner, Haitzingkogelhütte, Maurach und Mitteregg, die Alpengasthöfe Bärsteinalm und Kitzsteinalm, die Schihütten Aeroplanstadl, Haitzinghütte und Hofgasteinerhaus, die Bergstation der Schlossalmbahn sowie die Almen Brandner-Hochalm, Haitzingalm und Maurachalm. Die Ortschaft umfasst 46 Adressen (Stand: 1. April 2020) und hat 110 Einwohner (Stand: 1. Jänner 2025). Sie liegt in den Katastralgemeinden Bad Hofgastein und Wieden.

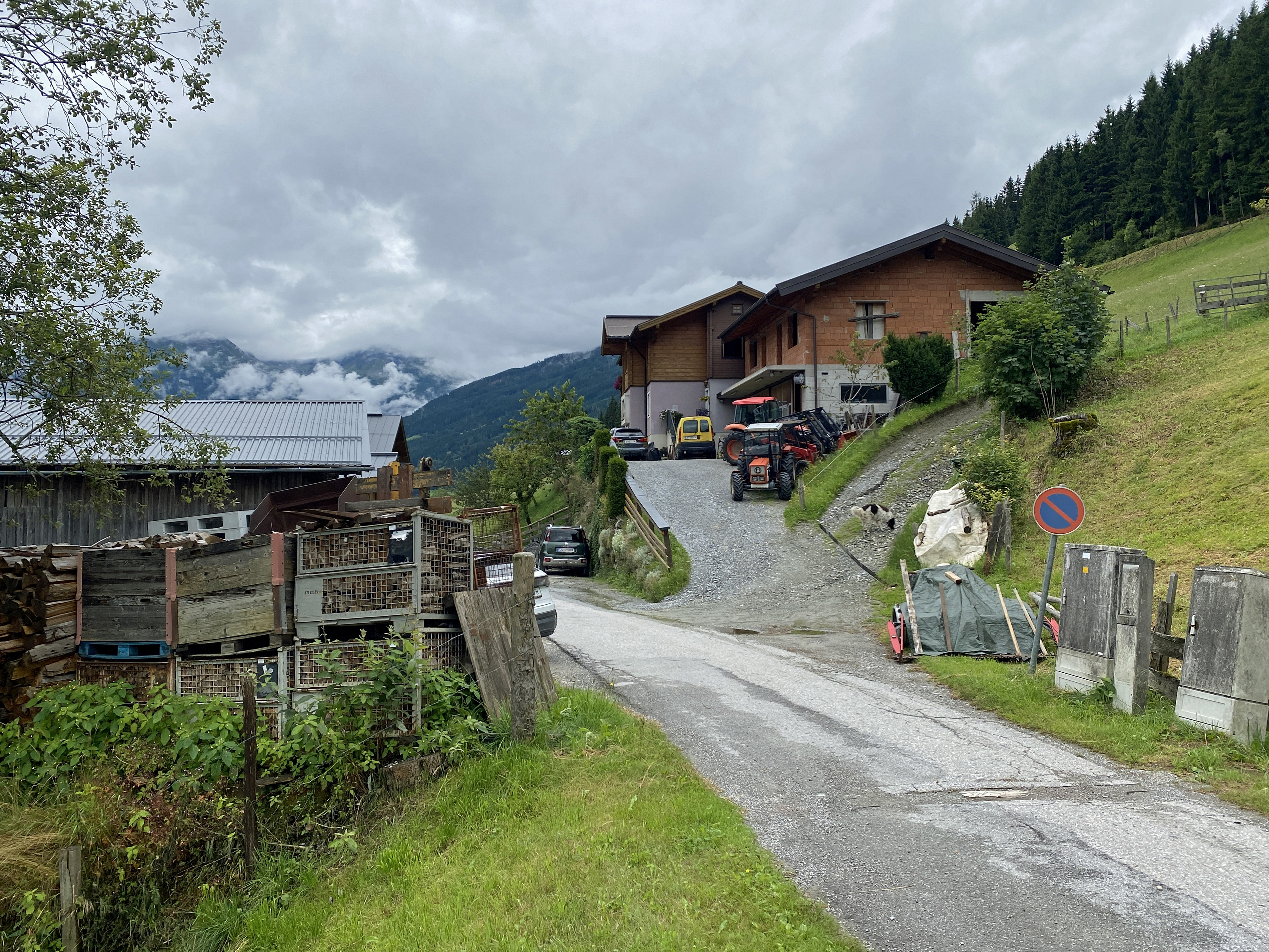
Straße in der Streusiedlung Weinetsberg

Die Streusiedlung Weinetsberg liegt an den östlichen Ausläufern des 2118 m ü. A. hohen Bergs Hirschkarspitze. Von dort entwässern mehrere Bergbäche zum Fluss Gasteiner Ache, darunter der Kaltenbrunnbach und – über den Schloßbach – der Hundsdorfer Graben. Am östlichen Ortsrand verläuft die Strecke der Tauernbahn über das Steinbach-Viadukt und das Pyrker-Viadukt. Das Steinbach-Viadukt weist eine Gesamtlänge von 108 m, eine Tragwerksbreite von 4,85 m und eine Höhe über dem Talboden von 30 m auf, das Pyrker-Viadukt eine Gesamtlänge von 84 m, eine Tragwerksbreite von 4,7 m und eine Höhe über dem Talboden von 13,6 m. Die jeweils fünfbögigen Viadukte wurden ab 1903 aus Natursteinmauerwerk errichtet und ab 2024 saniert. Die Schlossalmbahn, eine Einseilumlaufbahn, verläuft neben dem Pyrker-Viadukt, unter dem sie früher durchführte.

## Geschichte
Weinetsberg wurde bereits früh besiedelt und hieß ursprünglich Wernhartsberg, später auch Weinitzberg.
Ein Brand am Stummeranwesen in Anger am 20. Mai 1872 griff durch Wind auf die Gehöfte Viehauser-, Meixner- und Präerlehnen in Weinetsberg über, die dadurch zerstört wurden. Schwerer Hagel vernichtete am 24. Juni 1928 fast die gesamte Ernte. Das Gasteinertal war im Sommer 1933 wieder von mehrmaligen Unwetterkatastrophen mit schwerem Hagel, Überschwemmungen und Vermurungen betroffen. Dabei wurden die Ernte zerstört und Sachschäden an Gebäuden verursacht. So richtete etwa Hagel am 19. August 1933 in Weinetsberg, Anger, Gadaunern, Vorderschneeberg und Wieden schwere Schäden an.
Nach dem Zweiten Weltkrieg entfaltete sich eine rege Bautätigkeit. Von 1955 bis 1965 wurden zwölf Bauten und von 1966 bis 1971 acht Bauten neu errichtet.

## Kultur und Sehenswürdigkeiten

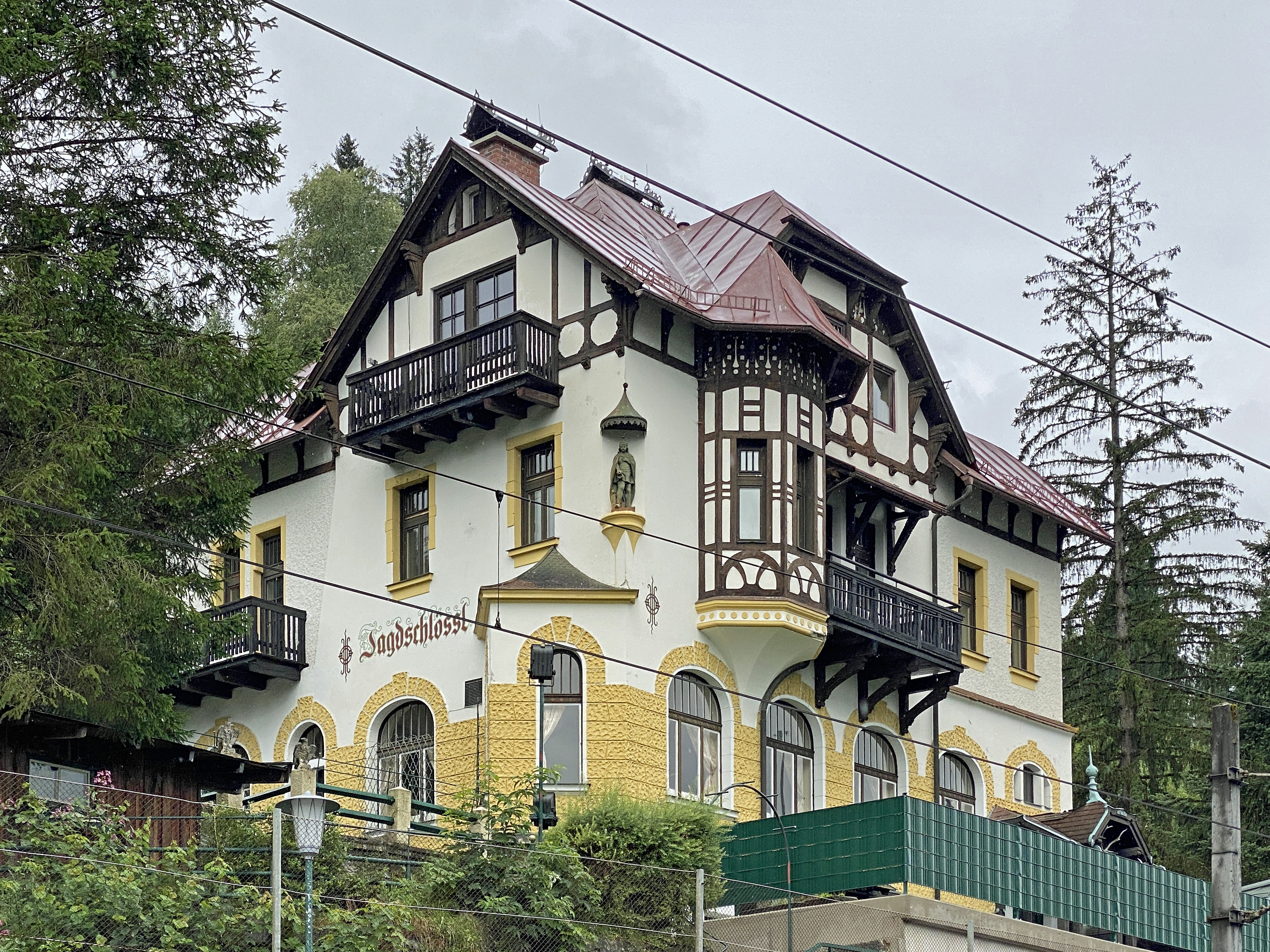
Jagdschlössl Weinetsberg

Das Jagdschlössl Weinetsberg steht unter Denkmalschutz. Es befindet sich weithin sichtbar oberhalb der Trasse der Tauernbahn und wurde von 1904 bis 1905 erbaut. Über Wiesen in Weinetsberg wurde ein Vogellehrpfad mit Informationstafeln zu heimischen Vögeln angelegt.
Zu den in Weinetsberg aktiven zahlreichen Krampus-Gruppen („Passen“) des Gasteinertals zählen der 1988 gegründete Mitterberger-Pass, der 1989 gegründete Flechten-Pass, der 2010 gegründete Gamsleiten-Pass und der 2013 gegründete Tauern-Pass.

## Infrastruktur
Durch Weinetsberg verlaufen mehrere Skipisten, die über die Schlossalmbahn erschlossen werden. Der Fernwanderweg Rupertiweg führt durch die Ortschaft.